# Teo Torriatte (Let Us Cling Together)
Teo Torriatte (Let Us Cling Together) är en låt av det brittiska rockbandet Queen, skriven av gitarristen Brian May. Låten återfinns på gruppens femte studioalbum A Day at the Races' som gavs ut den 10 december 1976. Titeln, "Teo Torriatte", är japansk och låten sjungs på både engelska och japanska. År 2011 kom låten med på samlingsalbumet Songs for Japan.

## Medverkande
- John Deacon – bas
- Brian May – gitarr, piano, kör
- Freddie Mercury – sång
- Roger Taylor – trummor, kör